# Kanton Truchtersheim
Der Kanton Truchtersheim war ein französischer Wahlkreis im Département Bas-Rhin mit 19.259 Einwohnern auf einer Fläche von 132,32 km². 

## Geschichte
Am 22. März 2015 wurde der Kanton aufgelöst. Mit einer Ausnahme gehören die Gemeinden seitdem zum Kanton Bouxwiller im Arrondissement Saverne.

## Gemeinden
- Berstett
- Dingsheim
- Dossenheim-Kochersberg (Dossenheim)
- Durningen
- Fessenheim-le-Bas (Fessenheim)
- Furdenheim
- Gougenheim (Gugenheim)
- Griesheim-sur-Souffel (Griesheim)
- Handschuheim
- Hurtigheim
- Kienheim
- Kuttolsheim
- Neugartheim-Ittlenheim
- Osthoffen, gehört zum Kanton Lingolsheim im Arrondissement Strasbourg
- Pfettisheim
- Pfulgriesheim
- Quatzenheim
- Rohr
- Schnersheim
- Stutzheim-Offenheim
- Truchtersheim
- Willgottheim
- Wiwersheim
- Wintzenheim-Kochersberg (Winzenheim)